# Tamani’at al-Ghab
Tamani’at al-Ghab (arab. تمانعة الغاب) – miejscowość w Syrii, w muhafazie Hama. W 2004 roku liczyła 2696 mieszkańców.